# Dorfkirche Polßen

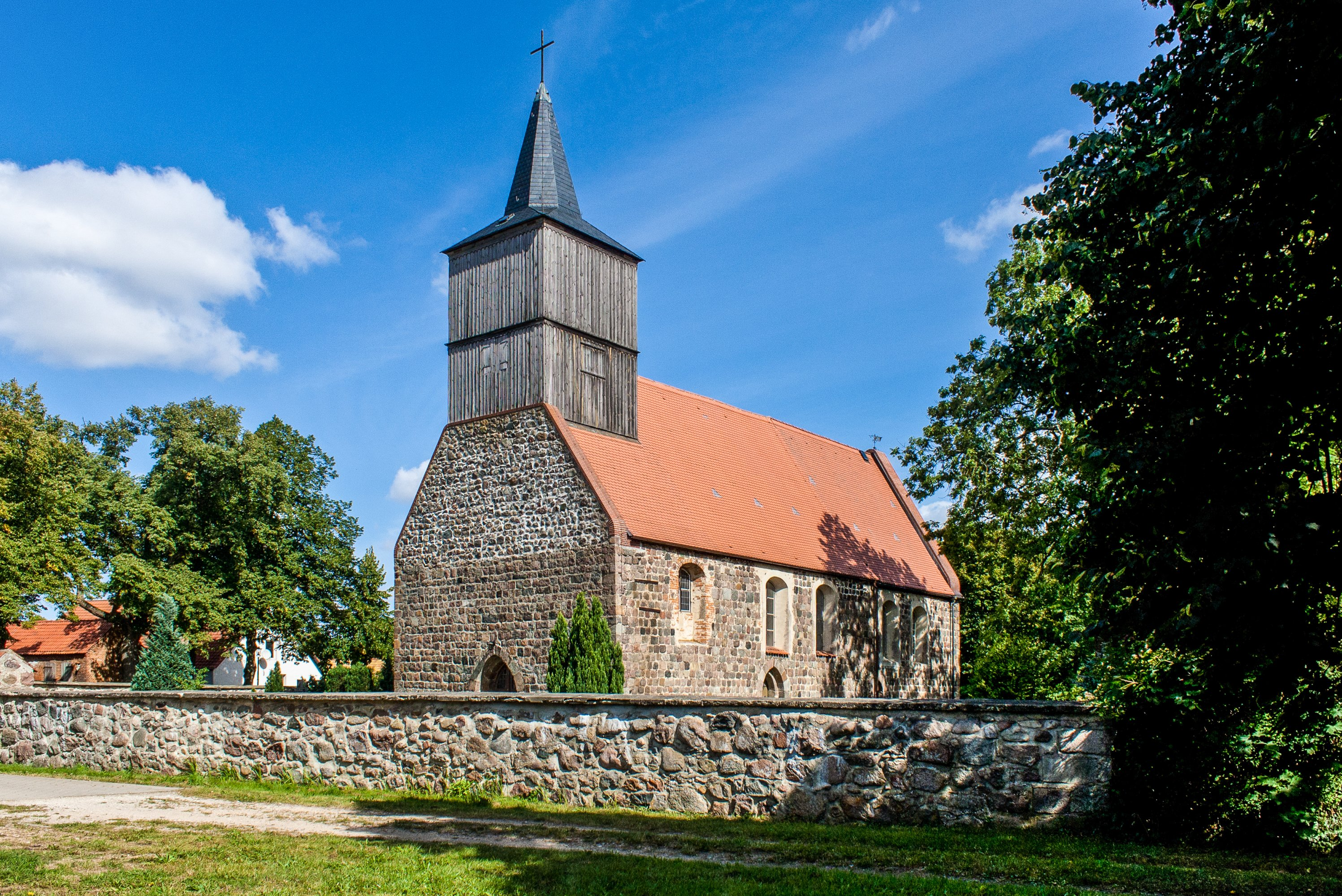
Dorfkirche Polßen

Die evangelische, denkmalgeschützte Dorfkirche Polßen steht in Polßen, einem Ortsteil der Gemeinde Gramzow im Landkreis Uckermark von Brandenburg. Die Kirche gehört zum Kirchenkreis Uckermark der Evangelischen Kirche Berlin-Brandenburg-schlesische Oberlausitz.

## Beschreibung
Die Feldsteinkirche wurde in der zweiten Hälfte des 13. Jahrhunderts erbaut. Die Saalkirche besteht aus einem Langhaus und einem eingezogenen, rechteckigen Chor im Osten.
Im Dreißigjährigen Krieg wurde der westliche Giebel zerstört und erst Ende des 17. Jahrhunderts wieder aufgebaut. Dem Satteldach des Langhauses wurde im 18. Jahrhundert ein mit Brettern verkleideter quadratischer Dachturm aufgesetzt, der mit einem achtseitigen, schiefergedeckten Knickhelm bedeckt ist. Im Westen und Süden befinden sich spitzbogige Portale, das im Norden wurde vermauert. Der Dachturm musste 1919 bereits wieder erneuert werden; eine Restaurierung des Turms erfolgte in den Jahren 1992/1993. Dabei wurde teilweise auch das Kirchendach neu eingedeckt.
Das Kirchenpatronat lag seit jeher bei den Dorf- bzw. Gutsherren, namentlich den Familien von Greiffenberg, von Buch und später ausgestorbenen von Aschersleben. Der Pfarrer besaß im Jahr 1375 vier Hufen; davon war eine an einen anderen Hof vererbt. Der Schulze bewirtschaftete im Jahr 1573 insgesamt 1 ½ Pfarrhufen, während der Pfarrer drei Hufen bewirtschaftete.
Im Innenraum, der mit einer Holzbalkendecke überspannt ist, befindet sich zwischen Langhaus und Chor ein rundbogiger Triumphbogen mit der Aufschrift „DIE FREUDE AM HERRN IST EURE STÄRKE“. Zur Kirchenausstattung gehört ein Kanzelaltar mit Akanthuswangen und Strahlenglorie aus dem 18. Jahrhundert. Aus der zweiten Hälfte des 18. Jahrhunderts stammt die Patronatsloge, die mit korinthischen Pilastern gegliedert und mit Butzenscheiben verkleidet wurde. Die Orgel auf der Empore im Westen wurde 1856 von einem unbekannten Orgelbauer errichtet. Die Orgelpfeifen musste die Kirchengemeinde im Jahr 1917 abgeben; sie wurden durch Zinkpfeifen ersetzt. Das Instrument ist im Jahr 2024 nicht spielbar und wurde durch ein Harmonium ersetzt. Im Turm hängen zwei Glocken, die von Johann Jakob Schultz im Jahr 1710 bzw. von C. Voß und Sohn 1925 gegossen wurden. Eine Gedächtnistafel erinnert an die Brüder Rüdiger und Godeke von Wedel, die am 3. Februar 1937 im Alter von fünf und knapp drei Jahren aus einem Eisloch des Hauses von Heinz Pense gerettet wurden.
Im Jahr 2024 ist das Bauwerk sanierungsbedürftig. In einem ersten Schritt sollen zwei Bleiglasfenster restauriert bzw. teilerneuert werden. Sie kamen 1970 als Provisorium anstelle der originalen Bleiglasfenster in das Bauwerk. Zwei weitere Fenster sollen zu einem späteren Zeitpunkt ebenfalls saniert werden.